# Psitteuteles
Psitteuteles es un género de aves psitaciformes perteneciente a la familia Psittaculidae que incluye a tres especies de loris de Australasia.

## Especies
Las tres especie del género Psitteuteles son:
- Psitteuteles goldiei - lori de Goldie;
- Psitteuteles iris - lori iris;
- Psitteuteles versicolor - lori versicolor.